# Fotoliase

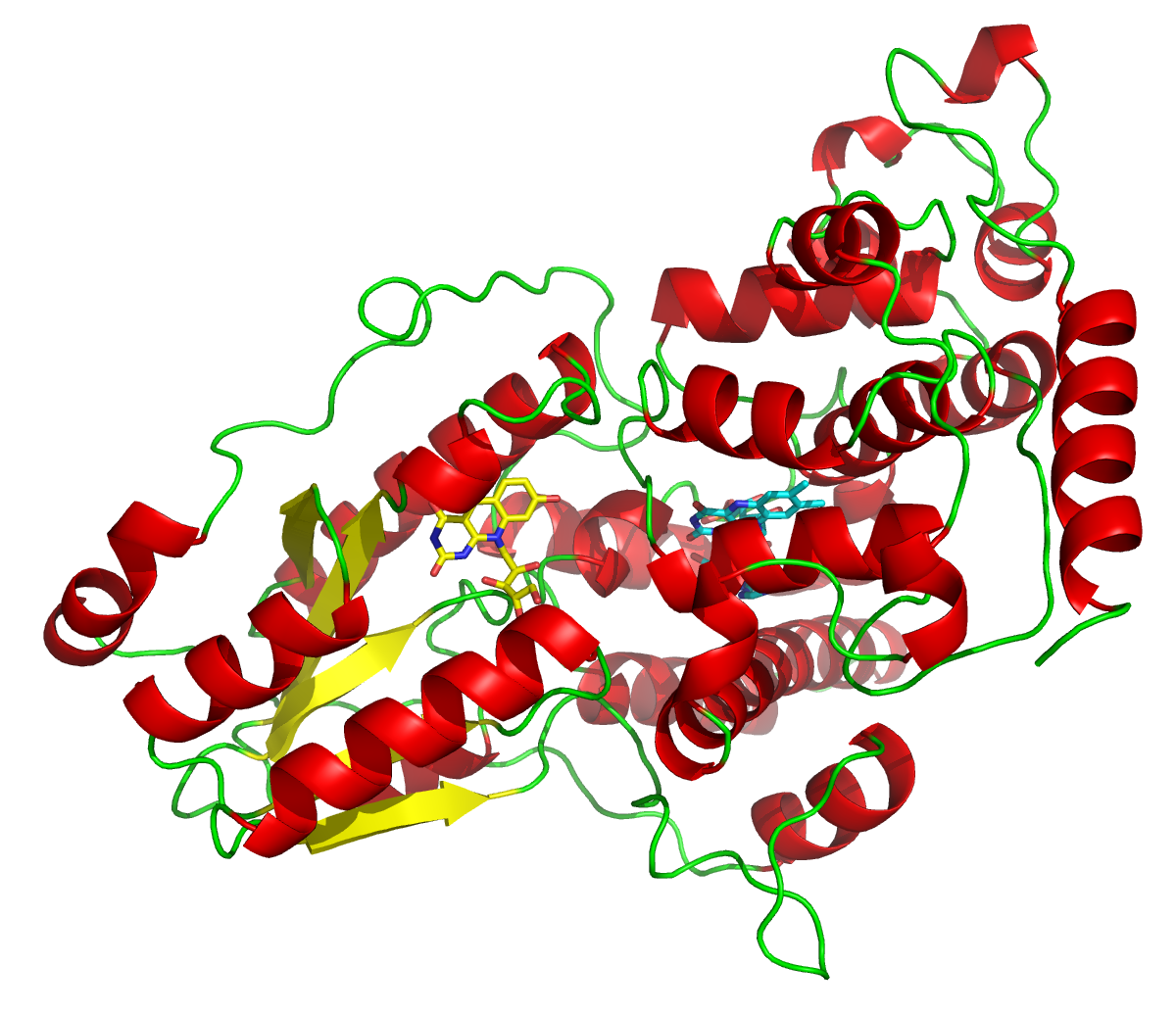

A fotoliase é uma enzima que se liga às fitas complementares de ADN e que quebra dímeros pirimidínicos causados por exposição a luz ultravioleta. Este dímeros formam-se quando um par de bases de timina ou citosina existentes na mesma fita de ADN, se juntam, formando protuberâncias (lesões). A fotoliase tem uma alta afinidade para essas lesões no ADN e ligam-se de maneira irreversível ao dímero, quebrando através do uso de energia luminosa. Esta enzima só funciona no reparo de ADN quando luz visível está disponível (especialmente na banda violeta/azul do espectro).